# Хайду-Бихар
Хайду-Бихар (на унгарски: Hajdú-Bihar) е една от 19-те области (или комитати, megye) в Унгария. Разположена е в източната част на страната, на границата с Румъния. Административен център на област Хайду-Бихар е град Дебрецен.